# Léon Houtart
Justin Léon Charles Houtart (Charleroi, 28 december 1817 - Houdeng-Goegnies, 12 mei 1889), lid van de Belgische familie Houtart, was een Belgisch volksvertegenwoordiger.

## Levensloop
Hij was een zoon van Henry Houtart, industrieel glasblazer en van Marie Lejuste. Hij trouwde met Léocadie Thiriar.
Zoals zijn neef François Houtart-Cossée en in de familiale traditie, was Léon Houtart industrieel glasblazer. 
Hij was stichter en directeur van Société Léon Houtart (1874-1884), opgevolgd door Société des Verreries Houtart in La Louvière (1885-1889).
In 1870 werd hij verkozen tot liberaal volksvertegenwoordiger voor het arrondissement Charleroi en vervulde dit mandaat tot in 1886.
In Houdeng-Goegnies (La Louvière) wordt hij herdacht met een Rue Léon Houtart.